# New Moon ni Aimashō
 (mars 2012).
Si vous disposez d'ouvrages ou d'articles de référence ou si vous connaissez des sites web de qualité traitant du thème abordé ici, merci de compléter l'article en donnant les références utiles à sa vérifiabilité et en les liant à la section « Notes et références ».
Singles de Wink
Yoru ni Hagurete (...)
(1990) Kitto Atsui Kuchibiru ~Remain~
(1991)
New Moon ni Aimashō (ニュー・ムーンに逢いましょう, ou Aimasho, Aimashou) est le 9e single du duo japonais Wink, sorti en 1990.

## Présentation
Le single sort le 21 novembre 1990 au Japon sous le label Polystar. Il atteint la 2e place du classement de l'Oricon ; il reste classé pendant 14 semaines, pour un total de 249 000 exemplaires vendus.
La chanson-titre a été utilisée comme thème musical pour une publicité pour le produit  Headphone Stereo S Type de la marque Panasonic. Elle figurera sur l'album Crescent qui sort un mois plus tard, dans une version remaniée, ainsi que sur la plupart des compilations du groupe, dont Raisonné, Diary, Wink Memories 1988-1996, Treasure Collection ; elle sera aussi remixée sur les albums Diamond Box de 1991, Jam the Wink de 1996, et Para Para Wink! de 2000 ; sa version instrumentale figurera sur l'album karaoke Fairy Tone 2 de 1991.
La chanson en "face B", Mizu no Seiza, est une reprise en japonais de la chanson Let An Angel de l'actrice américaine Tricia Leigh Fisher parue en album la même année ; elle figurera quant à elle sur la compilation de "faces B" Back to Front de 1995.

## Liste des titres
Toutes les paroles sont écrites par Neko Oikawa (version japonaise ; version originale de Let An Angel par Gammons, Lubin, Specks).
| 1. | New Moon ni Aimashō (ニュー・ムーンに逢いましょう) | Yuki Kadokura                           |  |
| 2. | Mizu no Seiza (水の星座)                           | Rod Gammons, Angie Lubin, Sherry Specks |  |